# Архитектура венгерского сецессиона

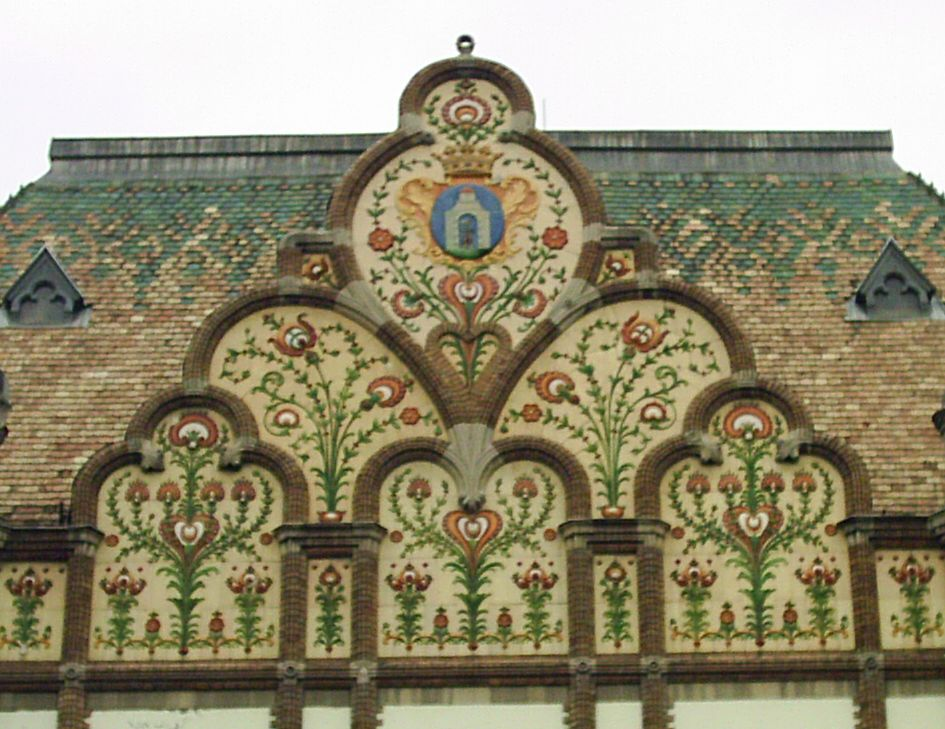
Фронтон ратуши Кишкунфеледьхазы

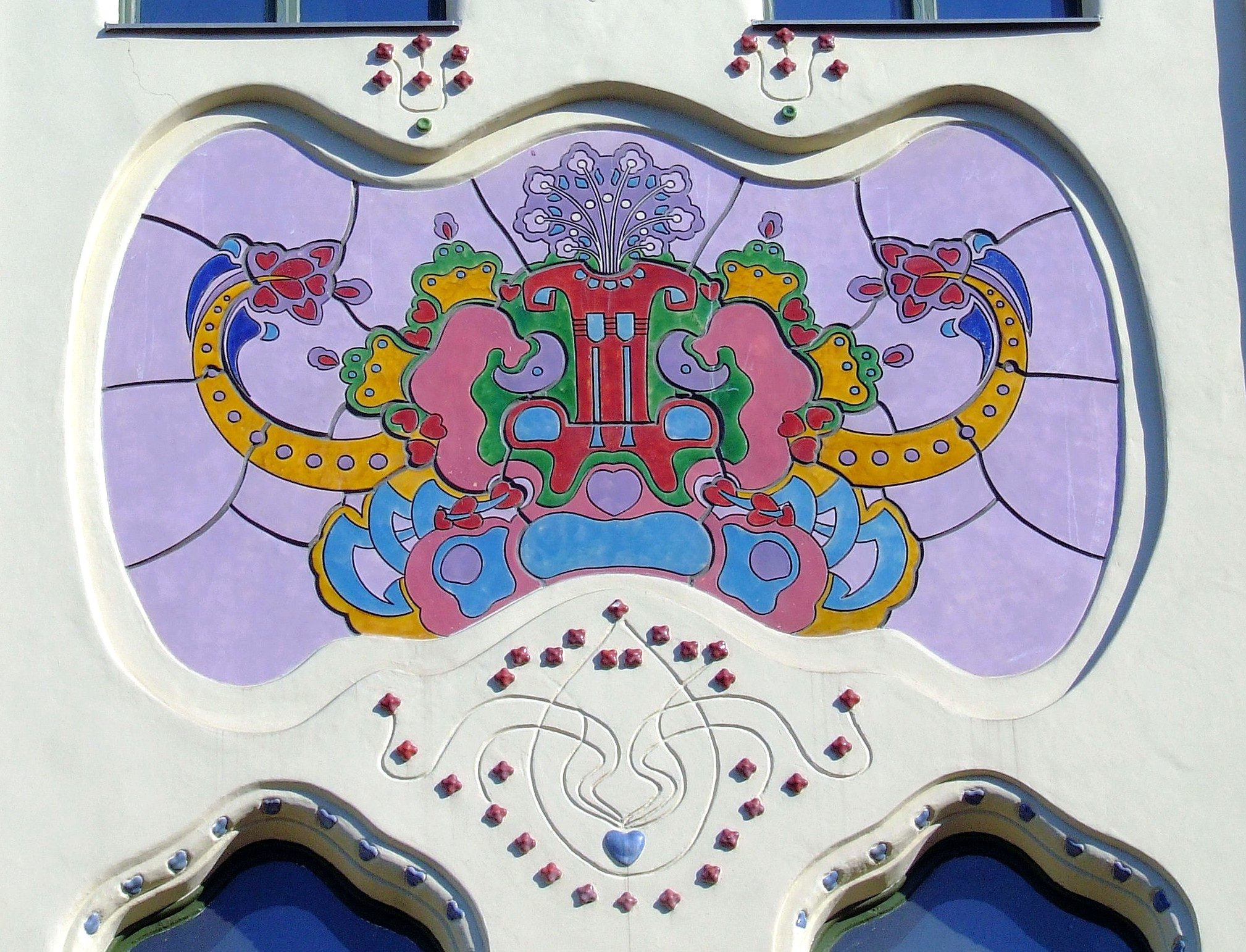
Декор дворца «Цифра Палота» в Кечкемете

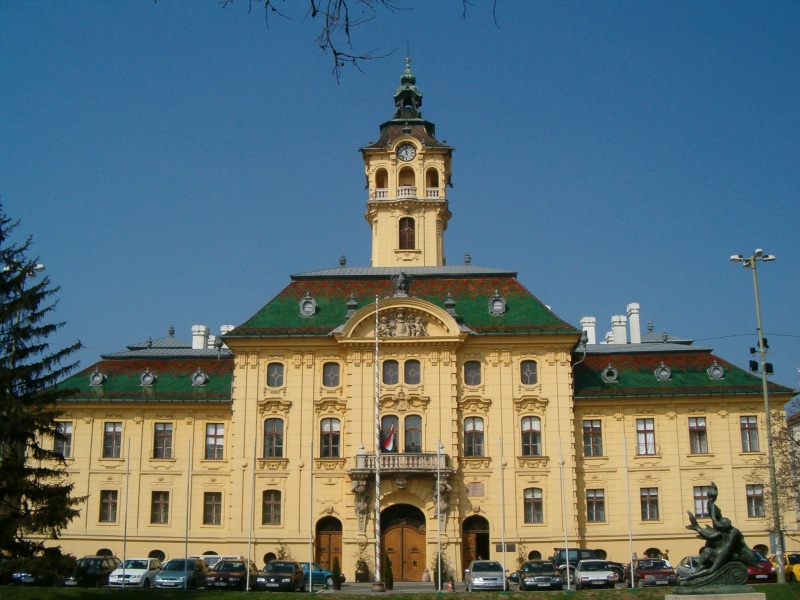
Ратуша Сегеда (1882-1883)

Архитектура стиля сецессион в Венгрии развила в конце XIX века свою собственную форму, которая отличается от архитектуры стиля модерн и от венского сецессиона. В этом стиле построено множество зданий в Будапеште, а также в других городах Венгрии.
Эти сооружения, отделанные красочными плитками или кирпичами, и сегодня во многом формируют будапештский городской пейзаж. Строительная керамика, часто с цветочным декором, была изготовлена на фарфоровой мануфактуре Жолнаи. Пионером нового стиля был архитектор Эдён Лехнер, строения которого предложены к включению в список Всемирного наследия ЮНЕСКО.

## История
С заключением Австро-Венгерского соглашения 1867 года Венгрия до 1918 года являлась второй основной частью дуалистической монархии Австро-Венгрии. Кальман Тиса в качестве премьер-министра (1875—1890) проводил широкие реформы по модернизации страны в области экономики, юстиции, социальной политики. Наряду с этим протекал процесс мадьяризации восточной части страны, а также Трансильвании и Словакии.
Численность населения городского округа Будапешта между 1840 и 1900 годами увеличилась в семь раз и составила около 730 000. Для празднования тысячелетия Венгрии в 1896 году к Будапештской выставке тысячелетия были завершены многочисленные крупные проекты, такие как Площадь героев и Будапештский метрополитен.
В архитектуре одновременно была тенденция к отходу от историзма и шло развитие нового венгерского стиля, получившего название «сецессион». В 1882 году Эдён Лехнер удостоился высоких оценок за проект ратуши в городе Сегед. В 1891 году он вместе с Дьюлой Партошем выиграл конкурс Венгерского музея декоративно-прикладного искусства. Оба развивали «восточно-венгерский» архитектурный стиль, включающий декор из глазурованных кирпичей, керамики «Пирогранит» из Жолнаи и элементы из индийского, персидского, мавританского и венгерского традиционного искусства.
По мнению советского искусствоведа Александра Тихомирова, период сецессионизма, длившийся с 1896 по 1918 год, не был временем подъёма в венгерской архитектуре, хотя и имел свои отличительные черты. Строя здания в духе эклектики, архитекторы пытались выдумать новый венгерский стиль. Эдён Лехнер говорил «Венгерского языка форм не было, но он будет».

## Архитекторы стиля сецессион
- Эдён Лехнер (1845—1914), развивал венгерский стиль сецессион.
- Шандор Баумгартен (1864—1928), автор проекта дворца Ллойд.
- Липот Баумхорн (1860—1932), двенадцать из построенных им синагог сохранились до нашего времени, в том числе синагога Сегеда (1903), которая считается вершиной его творчества.
- Дежё Якаб (1864—1932), автор значимых проектов совместно с М. Комором.
- Карой Кош (1883—1977), член группы «Fiatalok», автор проекта застройки района Векерлетелеп.
- Комор Марсель (1868—1944), автор значимых проектов совместно с Д. Якабом, пал жертвой нацизма.
- Бела Лайта (1873—1920), автор проекта театра Parisiana в стиле арт-деко, а также ряда доходных домов и торговых помещений[2].
- Бела Мальнаи (1878—1941), автор проектов жилых зданий, издатель журнала.
- Дьюла Партош (1845—1916), работал совместно с Лейхнером.
- Шаму Пец (1854—1922), также был преподавателем вуза.
- Й. Ференц Раичле (1869—1960), строил в городах Сегед и Суботица.
- Фридьеш Шпигель (1866—1933), вдохновлённый французским Art Nouveau, построил дом Линденбаум.
- Эмиль Видор (1867—1952), на его архитектурном стиле сказалось французское, бельгийское и немецкое влияние.

## Здания венгерского сецессиона
| Сооружение                                           | Расположение            | Годы постройки | Архитекторы    | Тип                     | Примечания                                        | Изображение                      |
| ---------------------------------------------------- | ----------------------- | -------------- | -------------- | ----------------------- | ------------------------------------------------- | -------------------------------- |
| Музей прикладного искусства Iparművészeti Múzeum     | Budapest                | 1893-1896      | Лехнер, Партош | Музей                   | номинировано в список Всемирного наследия         | Музей прикладного искусства      |
| Церковь Святого Ласло Szent László-templom           | Будапешт                | 1894-1896      | Лехнер         | Церковь                 | номинировано в список Всемирного наследия         | Церковь Святого Ласло            |
| Геологический музей Magyar Állami Földtani Intézet   | Будапешт                | 1896-1899      | Лехнер         | Музей                   | номинировано в список Всемирного наследия         | Геологический музей              |
| Центральная сберегательная касса Postatakarékpénztár | Будапешт                | 1899-1902      | Лехнер         | Банк                    | номинировано в список Всемирного наследия         | Центральная сберегательная касса |
| Ратуша Városháza                                     | Кечкемет                | 1892-1894      | Лехнер         | Административное здание | номинировано в список Всемирного наследия         | Ратуша Кечкемета                 |
| Синагога Zsinagóga                                   | Сегед                   | 1901-1903      | Баумхорн       | Синагога                | Четвертая по величине действующая синагога в мире | Синагога Сегеда                  |
| Синагога                                             | Суботица, Сербия        | 1901-1903      | Комор, Якаб    | Синагога                |                                                   | Синагога Суботицы                |
| Дворец префектуры Palatul Prefecturii                | Тыргу-Муреш, Румыния    | 1905-1907      | Комор, Якаб    | Административное здание |                                                   | Präfektur Târgu Mureș            |
| Театр Parisiana orfeum (бывш.) Új színház            | Будапешт                | 1908-1909      | Лайта          | Театр                   | Постройка с стиле раннего Арт-деко                | Новый театр Будапешта            |
| Дворец Ллойд Palatul Lloyd                           | Тимишоара, Румыния      | 1910-1912      | Баумхорн       | Коммерческое здание     | Ректорат Политехнического университета            | Дворец Ллойд                     |
| Мавзолей Шандора Шчмидля                             | Будапешт, евр. Кладбище | 1902-1903      | Лайта          | Мавзолей                | Использована керамика Жолнаи                      | Мавзолей Шандора Шчмидля         |